# Chattaal
Chattaal is de taal en interpunctie die tijdens chatten gebruikt wordt. De taal kenmerkt zich door het gebruik van emoticons, afkortingen en spreektaal. De taal wordt ook wel msn-taal (naar MSN Messenger, de voormalige naam van Windows Live Messenger), sms-taal (naar short message service oftewel sms), twittertaal (naar Twitter) of shordjes genoemd.

## Geschiedenis
Chattaal is een fenomeen door de opkomst van chatprogramma's en -websites. Jongeren bedachten steeds meer woordvarianten als modeverschijnsel. Er komen regelmatig nieuwe woorden (of afkortingen/verbasteringen daarvan) bij, waar andere in de vergetelheid raken. Veel afkortingen worden gebruikt in sms-berichten, internetforums en weblogs.
Met de komst van chattaal nam het gebruik van emoticons een vlucht. Dit zijn combinaties van letters, cijfers en interpunctie. Tegenwoordig hebben fabrikanten vaak al een hele reeks aan geanimeerde icoontjes in communicatiesoftware zitten, waardoor de tekst kan worden opgeleukt. Het eerste en nog altijd bekendste icoon is de smile of smiley: :-).

## Voorbeelden
Onderstaande lijst geeft enkele veelgebruikte termen en zinnen weer. Gezien de vluchtigheid en omvang van de chattaal, is er niet gestreefd naar een complete lijst.

### Nederlandse afkortingen
| - ajb/aub, asje, alstu: alsjeblief/alstublieft - bew, biw: ben er weer, ben ik weer - bjen: ben je er nog? - bje?: ben je er? - btje: beetje - cv, cva: ça va?/alles goed? - ckr, zkr: zeker - drom, drm: daarom - d8: dacht - das: dat is - ff: komt van dialect: effe, betekent even - g1 id, geen id: geen idee - gvd: godverdomme/gadverdamme - gwn: gewoon - gmj: goed, met jou? - hb: hartelijk bedankt - hbj: hoe bedoel je? - hgh, cv: hoe gaat het?, ça va? - hjb: houd je bek - hoest, hoesti, hoeist, hoestie, hoessie, hgh, oeist, wist: hoe gaat het?/hoe is het? - hgi: hoe gaat ie - hvj, hhvvj: hou (heel veel) van je - hkvvj: hou kapot veel van je - wjnmk: wil je nooit meer kwijt - hw: huiswerk - ieder1, iedr1: iedereen | - idd: inderdaad - iwjnmk: ik wil je nooit meer kwijt - imj: ik mis je - omg: o mijn god - iig: in ieder geval - jkmn: je kent me niet - j: ja - jmj: ja, met jou? - jmn: ja man - jwp: je weet precies - jwt: je weet toch - jwz: je weet zelf - k: oké - knzj: kan niet zonder jou - kmk: kus m'n kloten - kweenie, kwn: ik weet het niet - l8: lacht - lama, lm, lamar, lamaar, " lma": laat maar - lkkr: lekker - ltr, latr, ltrzz: later - lobi: ik hou van / heb respect voor jou - maja: maar ja - mb, mobo: mooiboy (mb: my bad) - miss, "mss", 'misschn': misschien - mz: mooi zo - n: nee - ni, nie: niet | - nix, nx: niets - ntb: niet te breken - nwtl?: nog wat te lullen? - nwtv?: nog wat te vertellen? - og: ook goed - ovj: ook van jou - srry, sry: sorry - suc6, s6: succes - sws: sowieso - tzvw: te zielig voor woorden - vlekjes: veel liefs en kusjes - wdj: wat doe je? - w8: wacht - w88: wachten - w8 ff: wacht even - w817: wacht eens even - wdj?: wat doe je? - wattan, wttn?, wadan: wat dan? - wbj: wat bedoel je - wobbit: wie ons breekt, breek ik terug - wrom, wrm: waarom - wrs, wss: waarschijnlijk - wjmm: wil je met me? - zjg: zie je graag - zjw: zie je weer, zoals je wil |

### Surinaamse afkortingen
- fakka: hoe gaat het? (afgeleid van "Fawaka")
- fa2/fatoe: grapje
- fittie: vechten/gevecht
- waka: lopen
- osso: huis
- pattas: schoenen
- yusu: serieus
- dagga: slapen
- spang: lekker
- faya: erg

### Engelse afkortingen
| - a/s/l: age/sex/location,language (leeftijd/geslacht/plaats of taal) - afk: away from keyboard (weg van toetsenbord) - brb: be right back (ben zo terug) - bff: best friend forever (beste vriend(en) voor altijd) - btw: by the way (trouwens) - cu: see you (zie je, tot later) - cya: see you (zie je, tot later) - dgmw: don't get me wrong (begrijp me niet verkeerd) - ftw: for the win (voor het winnen, dit is het beste) - gtfo: get the fuck out (oprotten) - gtg: got to go (moet gaan) - hf: have fun (veel plezier) - idd: indeed (inderdaad) - idk: i don't know (ik weet (het) niet) - idn: i did not (ik heb het niet gedaan) - idc: I don't care (het kan me niet schelen) - irl: in real life - ly: love you (hou van je) - imho, imo: in my (humble/honest) opinion (naar mijn (bescheiden/eerlijke) mening) | - jk: just kidding (het was maar een grapje) - lol: laughing out loud (hardop lachend) - lysm: love you so much (hou zoveel van je) - lmao: laughing my ass off (lach me te pletter) - "lmfao": laughing my fucking ass off (lach me helemaal te pletter) - np: no problem (geen probleem) - ntb: not to break (niet te breken) - nwly: never wanna lose you (wil je nooit (meer) kwijt) - nvm: never mind (het doet er niet toe, laat maar) - omg: oh my god (o mijn god) - omfg: oh my fucking god - omw: on my way (onderweg) - omwty: on my way to you (onderweg naar jou) - pls/plz: please (alsjeblieft) - rofl: rolling on the floor, laughing (rollend over de vloer, lachend) - rtfm: read the fucking manual (lees verdomme de handleiding!) - smh: shaking my head (mijn hoofd schuddend) - srry: sorry - stats? your statistics? (hoe zie je er uit? hoe lang/zwaar, kleur haar etc.) | - stfu: shut the fuck up (hou je kop) - tbh: to be honest (om eerlijk te zijn) - ty: thank you (bedankt) - thnx, tnx, thx: thanks (dank je) - u2: you too (jij ook) - utfs: use the fucking search (gebruik verdorie de zoekfunctie!) - w/e, "wde": whatever (en wat dan nog?) - wb: welcome back (welkom terug; meestal als iemand zegt 'back') - wtf: what the fuck (waar slaat dat op?/wat bedoel je daarmee?) - wth: what the heck (wat zou het?) - wzzp: what's up? (wat is er aan de hand; wordt vaak gebruikt om te informeren naar de gesteldheid van de gesprekspartner) - ynwa: you'll never walk alone (je zult er nooit alleen voor staan) - yolo: you only live once (je leeft maar één keer) - yw: you're welcome (graag gedaan) - 2: to - 2gd4u: too good for you (te goed voor jou) - 4: for (voor) - 4ever: forever (voor altijd) |

### Franse afkortingen
- cv?: ça va? (hoe gaat het?/alles goed?, wordt ook veel gebruikt in België, in Wallonië en Vlaanderen)
- mdr: mort de rire (dood van het lachen/ik ga dood van lachen)
- oue, ouais: oui (ja)
- ptdr: pété de rire (draagt dezelfde betekenis als "mdr", vergelijkbaar met de afkorting "lol")
- ptn: putain (shit, slet)
- koi: quoi (wat)
- q29: quoi de neuf (wat nieuws?)

## Sms-poëzie
De dichter Quirien van Haelen heeft een aantal sms-gedichten geschreven. Een sms-gedicht kan deels bestaan uit sms-afkortingen, deels uit 'gewone' taal. Sofie Cerutti heeft de precies160 in Nederland geïntroduceerd: een sms-gedicht bestaat volgens haar uit precies 160 tekens (inclusief spaties, leestekens en/of interpunctie). Iemand die veel gepubliceerd heeft over sms-taal, is Wim Daniëls.